# إيزابيلا جوردون
إيزابيلا جوردن (بالإنجليزية: Isabella Gordon) (18 مايو 1901 - 11 مايو 1988) عالمة أحياء بحرية اسكتلندية تخصصت في علم السرطان وكانت خبيرة فيه كما عملت في المتحف التاريخ الطبيعي
|                 |                                                        |
| Isabella Gordon |                                                        |
| وُلِدّت            | 18 مايو 1901 كيث (موراي) ، اسكتلندا                    |
| ماتت            | 11 مايو 1988 (يبلغ من العمر 86 عامًا) كارلايل ، إنجلترا |
| تعليمها         | جامعة أبردين إمبريال كوليدج                            |
| معروف ب         | علم السرطان                                            |
| مهنة علمية      |                                                        |
| المؤسسات        | متحف التاريخ الطيعي                                    |

## حياتها وتعليمها
ولد تجوردون في كيث ، اسكتلندا في 18 مايو 1901 ، وهو الابن الأكبر لمارغريت وجيمس جوردون
بدات تعليمهاالابتدائي في مدرسة كيث وبعد انهاءها المرحلة الثانوية التحقت بجامعة أبردين في عام 1918. ولأن لديها أموالاً محدودة لدعم تعليمها ، فقد شغلت مناصب كطالبةمعارضة في علم الحيوان .
تخرجت من الجامعة بدرجة البكالوريوس في علم الحيوان. كما أكملت تدريبها في التدريس الابتدائي والعلوم في كلية تدريب المعلمين في أبردين.  في عام 1923 حصلت على منحة كيلغور للأبحاث ودرست الألكوناريا . ثم حصلت على منحة بحثية للدراسات العليا في إمبريال مما أدى إلى حصولها على درجة الدكتوراه في علم الأجنة. و واصلت بحثها في شوكيات الجلد في الولايات المتحدة في كل من محطة هوبكنز البحرية بجامعة ستانفورد وجامعة ييل . في عام 1928 حصلت على دكتوراه في العلوم من جامعة ابريدين

## مهنتها
أثناء وجودها في جامعة ييل ، عرض عليها ويليام توماس كالمان ، ، وظيفة في متحفالتاريخ الطبيعي فعادت إلى المملكة المتحدة وفي نوفمبر 1928 شغلت منصب مسؤول قسم القشريات. كانت جوردون أول امرأة يتم تعيينها كعضو دائم بدوام كامل في طاقم المتحف.  في عام 1937 تم تقسيم قسم القشريات إلى قسمين. تولى جيه بي هاردينج إدارة entomostraca بينما كان جوردون يدير malacostraca كمسؤول علمي رئيسي. خلال فترة وجودها في المتحف ، نشرت العديد من المقالات والكتب وحددت عينات من السرطانات التي تم إرسالها إليها من جميع أنحاء العالم.
كانت زميلة وعضو في مجلس جمعية لينيان (1950-1953) وعضوًا في مجلس إدارة الجمعية حتى عام 1981. وكانت أيضًا زميلة في جمعية علم الحيوان . في عام 1960 أصبحت واحدة من الأعضاء الأصليين في هيئة تحرير مجلة Crustaceana التي راجعها النظراء .

## زيارتها لليابان ولقاء هيروهيتو
في أبريل 1961 بمناسبة عيد ميلاد الإمبراطور هيروهيتو الستين ، تمت دعوة جوردون لقضاء عدة أسابيع في اليابان تحت رعاية صحيفة يوميوري شيمبون اليابانية . في 5 أبريل ، تمت دعوتها إلى مختبرات الأسرة الإمبراطورية حيث كان لديها لقاء غير رسمي مع الإمبراطور ، وهو عالم أحياء بحرية شغوف بنفسه. أسعدت الزيارة غوردون كثيرًا واحتفظت بالاتصال بزملائها اليابانيين لبقية حياتها.

## الفكاهة والقصائد الفكاهية
كانت جوردونتتمتع بروح الدعابة كما كانت شغوفة بالقصائد الفكاهية . في عام 1958 نشرت مراجعة لكتاب Siewing "Anatomie und Histologie von Thermosbaena mirabilis" تحت عنوان "روبيان تونسي محب للحرارة". ألهم العنوان الدكتور AJ Bateman أن يرسل لها القصيدة التالية:

روبيان تونسي محب للحرارة
قال: عندما يكون الجو باردًا ، أكون أكثر انشغالًا
أحفر حفرة
واملأها بالفحم
ولا يوجد مكان أكثر دفئًا كما هو الحال
ردت عليه
الفكرة جيدة لكن أبليسيا
هي القافية التي يجب أن أختارها لـتونسي
أصولي و اسكتلندي
أنا ببساطة لا أستطيع
انطقها بالقافية 

## بقية حياتها
تقاعدت من متحف التاريخ الطبيعي في عام 1966 واحتفظت بغرفة في قسم القشريات ، تشاركتها مع الدكتور سيدني مانتون ، واستمرت في العمل في المتحف حتى حوالي عام 1971. وفي عام 1983 أصيبت بسكتة دماغية أصابتها بالشلل الجزئي. في عام 1987 انتقلت من لندن لتعيش مع عائلة ابن أخيها الدكتور جون جوردون في كارلايل. تدهورت صحتها بعد عملية الساد في مارس 1988 وتوفيت في 11 مايو 1988.